# Scipione Gonzaga
Scipione Gonzaga (ur. 11 listopada 1542 w Mantui, zm. 11 stycznia 1593 w San Martino dall’Argine) – włoski kardynał.

## Życiorys
Był synem Carla i Emilii Cauzzi Gonzagów. Studiował łacinę, grekę i matematykę na Uniwersytecie Bolońskim i Uniwersytecie w Padwie, gdzie uzyskał doktorat i studiował potem teologię. Następnie zajmował się literaturą (opublikował swoje dzieło Commentariorum rerum suarum libri tres) i był protektorem Torquato Tasso. Wkrótce potem w Rzymie otrzymał święcenia kapłańskie. 23 września 1585 został mianowany łacińskim patriarchą Jerozolimy, którym pozostał do 1588 roku. 18 grudnia 1587 został kreowany kardynałem prezbiterem Santa Maria del Popolo, urząd zaczął sprawować 5 stycznia 1588 roku.